# Liste der Baudenkmäler in Landshut-Nikola
In der Liste der Baudenkmäler in Landshut–Nikola sind die Baudenkmäler im Landshuter Stadtbezirk 01 Nikola aufgelistet.
Diese Liste ist eine Teilliste der Liste der Baudenkmäler in Landshut. Grundlage der Liste ist die Bayerische Denkmalliste, die auf Basis des bayerischen Denkmalschutzgesetzes vom 1. Oktober 1973 erstmals erstellt wurde und seither durch das Bayerische Landesamt für Denkmalpflege geführt und aktualisiert wird. Die folgenden Angaben ersetzen nicht die rechtsverbindliche Auskunft der Denkmalschutzbehörde.

## Ensembles
| Lage                            | Objekt                        | Beschreibung | Akten-Nr.    | Bild                          |
| ------------------------------- | ----------------------------- | --- | ------------ | ----------------------------- |
| Luitpoldstraße (Standort)       | Ensemble Luitpoldstraße       | Der von drei Stadterweiterungsstraßen des 19. Jahrhunderts gebildete Häuserblock stellt zusammen mit dem freistehenden dreigeschossigen Haus Klötzlmüllerstraße 1, der das Ensemble beherrschenden neuromanischen Kirche und dem dreigeschossigen Wohnhaus Papiererstraße 4 einen wichtigen städtebaulichen Gegenpol zum gegenüberliegenden Brückenkopf am Ländtor dar. Die Bauten zeigen die für das späte 19. Jahrhundert typische historisierende Architektur. | E-2-61-000-3 | weitere Bilder                |
| Seligenthaler Straße (Standort) | Ensemble Seligenthaler Straße | Die Seligenthaler Straße, eine Stadterweiterungsstraße des 19. Jahrhunderts, zeigt hier einen noch größtenteils geschlossenen Straßenzug, der durch Neubauten nur unwesentlich gestört ist. An beiden Seiten liegen drei- und viergeschossige Mietsvillen und Einzelhäuser in den Stilformen des Historismus. | E-2-61-000-4 | Ensemble Seligenthaler Straße |

## Baudenkmäler

### A
| Lage                                     | Objekt   | Beschreibung | Akten-Nr.      | Bild           |
| ---------------------------------------- | -------- | --- | -------------- | -------------- |
| Äußere Regensburger Straße 26 (Standort) | Wohnhaus | freistehender und dreigeschossiger Halbwalmdachbau, mit Eckerker und breitem Mittelerker, von Zwerchgiebelgruppe bekrönt, von Karl Foerstl, 1912; bauzeitliche Einfriedung                                          | D-2-61-000-615 | weitere Bilder |
| Äußere Regensburger Straße 52 (Standort) | Wohnhaus | für Bauunternehmer Alois Harlander, stattlicher dreigeschossiger Walmdachbau, mit traufseitigem Stufengiebel flankiert von zwei Erkern, von Karl Foerstl, 1928/29; Ehem. Seitenflügel vgl. Alois-Harlander-Straße 1 | D-2-61-000-616 | weitere Bilder |
| Alois-Harlander-Straße 1 (Standort)      | Wohnhaus | zweigeschossiger Walmdachbau, für Bauunternehmer Alois Harlander von Karl Foerstl als Flügelbau zum Hauptgebäude (Äußere Regensburger Straße 52) 1928/29 errichtet                                                  | D-2-61-000-614 | weitere Bilder |

### B
| Lage                        | Objekt                              | Beschreibung | Akten-Nr.               | Bild           |
| --------------------------- | ----------------------------------- | --- | ----------------------- | -------------- |
| Bismarckplatz (Standort)    | Obelisk                             | errichtet zum Gedächtnis an die Gefallenen der Garnison und der Stadt Landshut im Krieg von 1870/71, Granit, Entwurf Stadtbaurat Eyrainer, Ausführung Steinmetzmeister Altinger, 1872 | D-2-61-000-157 Wikidata | weitere Bilder |
| Bismarckplatz 3 (Standort)  | Wohn- und Geschäftshaus             | dreigeschossiger Eckbau mit Pilastergliederung, Walmdach und Zwerchhäusern, 1886 | D-2-61-000-149 Wikidata | weitere Bilder |
| Bismarckplatz 6 (Standort)  | Wohnhaus                            | zweigeschossiger Eckbau, mit geschweiftem Giebel, 1876/1877. | D-2-61-000-150          | weitere Bilder |
| Bismarckplatz 8 (Standort)  | Gasthaus zur Schenke                | viergeschossiger dominierender Traufseitbau mit Mansardwalmdach, Fassade mit aufwändiger Putzgliederung, 1894 | D-2-61-000-151          | weitere Bilder |
| Bismarckplatz 14 (Standort) | Zisterzienserinnenabtei Seligenthal | gegründet 1232 durch Herzogin Ludmilla von Bayern, 1803 säkularisiert und 1835 wiederhergestellt; Abteikirche, einschiffige kreuzförmige Anlage, im Kern romanisch, begonnen um 1232, Umgestaltung nach Plänen von Johann Baptist Gunetzrhainer durch Johann Georg Hirschstötter, 1732/34, Stuckierung durch Johann Baptist Zimmermann und seine Söhne, Turm 1698 erneuert; mit Ausstattung; Preysing- mit ehemaliger Kärgl-Kapelle, erstere gestiftet 1233, umgebaut 1626 und 1732; mit Ausstattung; Afrakapelle, erbaut ab 1232, erneuert 1613/15; mit Ausstattung; Klosterbauten, Innenhof umschließend, im Kern z. T. mittelalterlich, Kapitelsaal, Refektorium, Parlatorium, Porten- und Passauerkapelle, Kreuzgang; mit Ausstattung. | D-2-61-000-152          | weitere Bilder |
| Bismarckplatz 15 (Standort) | Villa                               | zweigeschossig mit Satteldächern und Putzgliederung, Mittelerker mit spitzer Schindelhaube, 1881 | D-2-61-000-153          | weitere Bilder |
| Bismarckplatz 16 (Standort) | Villa                               | zweigeschossiger Walmdachbau mit polygonalem Treppenturm, Erker und flachem Mittelrisalit, Sichtziegel mit Putzgliederung, von Josef Niederöcker, Ende 19. Jahrhundert | D-2-61-000-154          | weitere Bilder |
| Bismarckplatz 19 (Standort) | Wohn- und Geschäftshaus             | zweigeschossig, mit Zinnengiebel, Fassadengestaltung Neurenaissance, 1881 | D-2-61-000-155          | weitere Bilder |
| Bismarckplatz 21 (Standort) | Wohn- und Geschäftshaus             | dreigeschossig, geschweifter Giebel, Anfang 20. Jahrhundert | D-2-61-000-156          | weitere Bilder |

### F
| Lage                                    | Objekt  | Beschreibung | Akten-Nr.      | Bild           |
| --------------------------------------- | ------- | --- | -------------- | -------------- |
| Feuerbachstraße 2 (Standort)            | Villa   | zweigeschossiger Walmdachbau mit Mittelrisalit und figürlichem Stuckrelief im Giebelfeld, 1. Viertel 20. Jahrhundert                                                | D-2-61-000-180 | weitere Bilder |
| Feuerbachstraße 4, 6, 6a, 6b (Standort) | Kapelle | massives Heiligenhäuschen mit Apsisrundung, Satteldach und kräftigem Kranzgesims, vom Schwaiger Mathhias Hadersbeck nach Plänen von Simon Pausinger errichtet, 1843 | D-2-61-000-790 | BW             |

### H
| Lage                   | Objekt                                     | Beschreibung                                                     | Akten-Nr.      | Bild           |
| ---------------------- | ------------------------------------------ | ---------------------------------------------------------------- | -------------- | -------------- |
| Hohe Gred 5 (Standort) | Werkhalle der Maschinenfabrik F. J. Sommer | zweigeschossiger romanisierender Klinkerbau mit Satteldach, 1881 | D-2-61-000-271 | weitere Bilder |

### I
| Lage                                     | Objekt             | Beschreibung | Akten-Nr.               | Bild           |
| ---------------------------------------- | ------------------ | --- | ----------------------- | -------------- |
| Innere Regensburger Straße 1 (Standort)  | Gasthof Münsterer  | dreigeschossiges Eckhaus mit Krüppelwalmdach, um 1772, bauliche Veränderungen 1906 | D-2-61-000-444 Wikidata | weitere Bilder |
| Innere Regensburger Straße 5 (Standort)  | Wohnhaus           | dreigeschossig mit flachem Mittelerker, an der Fassade Neurenaissance-Stuckdekor, erbaut 1877, bauliche Veränderungen 1914                                                                                         | D-2-61-000-446 Wikidata | weitere Bilder |
| Innere Regensburger Straße 7 (Standort)  | Ehemaliger Bahnhof | Hauptgebäude, zweigeschossiger Klinkerbau mit flachem Walmdach; Einsteighalle, erdgeschossiger Klinkerbau, 1857/58 von Maurermeister Simon Pausinger nach einem Plan der Ostbahngesellschaft errichtet, Umbau 1978 | D-2-61-000-447 Wikidata | weitere Bilder |
| Innere Regensburger Straße 11 (Standort) | Villa              | zweigeschossig, mit Halbwalmdach, um 1910 | D-2-61-000-448 Wikidata | weitere Bilder |

### J
| Lage                         | Objekt   | Beschreibung | Akten-Nr.      | Bild           |
| ---------------------------- | -------- | --- | -------------- | -------------- |
| Johannisstraße 15 (Standort) | Wohnhaus | dreigeschossiger Mansarddachbau mit geschweiftem Zwerchgiebel und haubenbekröntem Eckerker, 1904 erbaut           | D-2-61-000-623 | weitere Bilder |
| Johannisstraße 17 (Standort) | Wohnhaus | dreigeschossiger Mansarddachbau mit geschweiftem Zwerchgiebel, Erkern und Balkonen mit gusseisernen Gittern, 1904 | D-2-61-000-624 | weitere Bilder |

### K
| Lage                    | Objekt             | Beschreibung | Akten-Nr.      | Bild           |
| ----------------------- | ------------------ | --- | -------------- | -------------- |
| Karlstraße 6 (Standort) | Gasthaus Jägerwirt | langgestreckter zweigeschossiger Eckbau mit Halbwalm, wohl 1. Hälfte 19. Jahrhundert, bauliche Veränderungen 1878 | D-2-61-000-268 | weitere Bilder |
| Karlstraße 9 (Standort) | Wohnhaus           | dreigeschossiger Walmdachbau mit Fassadenstuckdekor, angeblich 1882                                               | D-2-61-000-270 | weitere Bilder |

### L
| Lage                        | Objekt   | Beschreibung | Akten-Nr.      | Bild           |
| --------------------------- | -------- | --- | -------------- | -------------- |
| Luitpoldstraße 2 (Standort) | Wohnhaus | dreigeschossiger Mansardwalmdachbau in Ecklage mit Ziergiebeln und zwei Eckerkern mit Spitzhelmen, Ende 19. Jahrhundert; Einfriedung, um 1900 | D-2-61-000-341 | weitere Bilder |
| Luitpoldstraße 4 (Standort) | Wohnhaus | dreigeschossiger Mansardwalmdachbau mit Mittelrisalit und Erker, bez. 1897                                                                    | D-2-61-000-343 | weitere Bilder |

### N
| Lage                       | Objekt                             | Beschreibung | Akten-Nr.      | Bild           |
| -------------------------- | ---------------------------------- | --- | -------------- | -------------- |
| Nikolastraße 16 (Standort) | Wohnhaus                           | dreigeschossig, traufständig, mit Mittelrisalit und Fassadengliederung im Stil der Neurenaissance, um 1900 | D-2-61-000-423 | weitere Bilder |
| Nikolastraße 18 (Standort) | Gasthof Haindlgarten               | dreigeschossiger Bau mit Eckerker, reicher Neurenaissancestuckdekor und Walmdach, 1890 | D-2-61-000-424 | weitere Bilder |
| Nikolastraße 31 (Standort) | Nikola Bierstüberl                 | dreigeschossiger Bau mit Eckerker und Mansardwalmdach, um 1900 | D-2-61-000-426 | weitere Bilder |
| Nikolastraße 41 (Standort) | Katholische Pfarrhaus St. Nikola   | zweigeschossiger Bau mit Treppengiebel, traufständig, 1852; mit historischer Ausstattung | D-2-61-000-427 | weitere Bilder |
| Nikolastraße 43 (Standort) | Katholische Pfarrkirche St. Nikola | Sog. „Alt-St.-Nikola“", dreischiffige spätgotische Hallenkirche, fertiggestellt 1481, mit älterem Turm und einschiffigem Chor von 1389/90 (dendrochronologisch datiert); mit Ausstattung. Sog. „Neu-St.-Nikola“, über eingeschossigen Verbindungstrakt verbundener Zentralbau in Kreuzform, 1966–1967 von Hans Döllgast; mit Ausstattung (Geschütztes Kulturgut). | D-2-61-000-428 | weitere Bilder |
| Nikolastraße 56 (Standort) | Wohnhaus                           | viergeschossiger Bau mit Eckerker und Mansardwalmdach, Anfang 20. Jahrhundert | D-2-61-000-429 | weitere Bilder |
| Nikolastraße 58 (Standort) | Wohnhaus                           | viergeschossiger Bau mit Flacherker und Mansardwalmdach, Anfang 20. Jahrhundert | D-2-61-000-430 | weitere Bilder |

### O
| Lage                          | Objekt                 | Beschreibung | Akten-Nr.      | Bild           |
| ----------------------------- | ---------------------- | --- | -------------- | -------------- |
| Obere Wöhrstraße 3 (Standort) | Villenartiges Wohnhaus | zweigeschossig, im Stile der Neurenaissance, mit Mansardwalmdach und dreigeschossigem, von Dreiecksgiebel bekröntem Mittelrisalit, 1878, umgestaltet 1919 | D-2-61-000-627 | weitere Bilder |

### P
| Lage                               | Objekt              | Beschreibung | Akten-Nr.      | Bild           |
| ---------------------------------- | ------------------- | --- | -------------- | -------------- |
| Papiererstraße 1 (Standort)        | Wohnhaus            | dreigeschossiger Mansarddachbau, mit Eckerkern und Neurenaissancegliederung, um 1900 | D-2-61-000-433 | weitere Bilder |
| Papiererstraße 1 a (Standort)      | Wohnhaus            | dreigeschossig, mit Eckerkern und Neurenaissancegliederung, um 1900 | D-2-61-000-434 | weitere Bilder |
| Papiererstraße 1 b (Standort)      | Wohnhaus            | dreigeschossiger Eckbau mit Mansardwalmdach, Eckerker und Neurenaissancegliederung, 1897 | D-2-61-000-435 | weitere Bilder |
| Papiererstraße 3 (Standort)        | Wohnhaus in Ecklage | dreigeschossiger Walmdachbau mit Erker und zwei Zwerchhäusern, neubarock, 1892 | D-2-61-000-436 | weitere Bilder |
| Papiererstraße 8 (Standort)        | Villa               | zweigeschossiger Bau mit Mittelerker, 1878; mit bauzeitlicher Einfriedung | D-2-61-000-437 | weitere Bilder |
| Papiererstraße 15, 15 a (Standort) | Wohnhaus            | dreigeschossig, traufständig, mit Satteldach und Werkstatt im Hof, 1879 für den Wagenbauer und Lackierer Wolfgang Zeller errichtet, um 1890 durch zweites Gebäude erweitert und durch neue gemeinsame Fassade zusammengeschlossen, 1913 zweiter Hauseingang                                                    | D-2-61-000-628 | weitere Bilder |
| Papiererstraße 16 (Standort)       | Wohnhaus            | dreigeschossiger Walmdachbau mit Neurenaissancegliederung, Ende 19. Jahrhundert | D-2-61-000-438 | weitere Bilder |
| Papiererstraße 34 a (Standort)     | Wohnhaus            | erdgeschossiger Bau mit Mansardwalmdach und gegliedertem Eingangsrisalit, 1922; links vom Hauseingang Keramiktafel mit Darstellung des hl. Hubertus. | D-2-61-000-439 | weitere Bilder |
| Papiererstraße 37 (Standort)       | Villa               | dreigeschossiger Neubarockbau mit Zwerchgiebeln, Mittelrisaliten und Erker, Erdgeschoss und Gebäudekanten mit Putzbänderung, gerade und segmentbogige Fensterüberdachungen, umlaufende Gesimse, rückwärtiges eingezogenenes Treppenhaus; im Garten mehrere Statuen und Putti auf rechteckigen Sockeln; um 1900 | D-2-61-000-634 | weitere Bilder |
| Pfettrachgasse 4 (Standort)        | Wohnhaus            | zweigeschossiger, traufständiger Satteldachbau, Ende 18. Jahrhundert | D-2-61-000-440 | weitere Bilder |
| Pfettrachgasse 7 (Standort)        | Wohnhaus            | Wohnteil eines ehemaligen Tagelöhnerhauses, erdgeschossiger Bau mit hohem Krüppelwalmdach, 1486 (dendrochronologisch datiert), im 19. und 20. Jahrhundert teilweise ausgemauert. | D-2-61-000-441 | weitere Bilder |

### R
| Lage                                              | Objekt                         | Beschreibung | Akten-Nr.      | Bild           |
| ------------------------------------------------- | ------------------------------ | --- | -------------- | -------------- |
| An der Kreuzung Rennweg / Nikolastraße (Standort) | Heiligenhäuschen am Hammerbach | klassizistisch, um 1790, Holzfigur eines hl. Johannes Nepomuk, vielleicht von Christian Jorhan; mit Einfriedung | D-2-61-000-425 | weitere Bilder |

### S
| Lage                                   | Objekt                              | Beschreibung | Akten-Nr.      | Bild           |
| -------------------------------------- | ----------------------------------- | --- | -------------- | -------------- |
| Schwestergasse 8 (Standort)            | Wohnhaus                            | zweigeschossiger Satteldachbau in Traufstellung, bis 1718 zum Kloster Seligenthal gehörig, im Kern romanisch, um 1230; der Überlieferung nach erste Behausung der Laienschwestern von Kloster Seligenthal | D-2-61-000-492 | weitere Bilder |
| Schwestergasse 10 (Standort)           | Wohnhaus                            | zweigeschossiger Satteldachbau, 19. Jahrhundert | D-2-61-000-493 | weitere Bilder |
| Schwestergasse 26 (Standort)           | Schmiedeeisernes Einfriedungsgitter | straßenseitig, 1888 | D-2-61-000-630 | weitere Bilder |
| Schwestergasse 26 b (Standort)         | Villa                               | sogenannte Römervilla, zweigeschossiger Walmdachbau in Ecklage, neubarocke Fassadengliederung mit Erker, Balkonen, Ziergiebeln und Zwerchhäusern, bez. 1899; Parkanlage mit Teilen der Einfriedungsgitter aus der Erbauungszeit | D-2-61-000-494 | weitere Bilder |
| Schwimmschulstraße 1 (Standort)        | Wohnhaus                            | dreigeschossig, traufständig mit Mansardwalmdach, Flacherker in Mittelachse, Anfang 20. Jahrhundert | D-2-61-000-495 | weitere Bilder |
| Schwimmschulstraße 3 (Standort)        | Wohnhaus                            | dreigeschossig, mit Mansarddach, Flacherker, Anfang 20. Jahrhundert | D-2-61-000-496 | weitere Bilder |
| Seligenthaler Straße 2 (Standort)      | Wohn- und Geschäftshaus             | Nikola-Apotheke, dreigeschossiger Eckbau mit zwei Erkern, erbaut 1894 | D-2-61-000-498 | weitere Bilder |
| Seligenthaler Straße 9 (Standort)      | Wohnhaus                            | zwei- bzw. dreigeschossiger Walmdachbau, Erker mit Glockendach, bez. 1904; bauzeitliches Nebengebäude mit Krüppelwalmdach | D-2-61-000-499 | weitere Bilder |
| Seligenthaler Straße 13 (Standort)     | Wohnhaus                            | dreigeschossiger Walmdachbau mit Mittelrisalit und Zwerchhaus, um 1900 | D-2-61-000-500 | weitere Bilder |
| Seligenthaler Straße 14 (Standort)     | Ehem. Schwaige                      | zweigeschossiger Bau mit Halbwalmdach, traufständig, 18. Jahrhundert | D-2-61-000-501 | weitere Bilder |
| Seligenthaler Straße 15 (Standort)     | Wohnhaus                            | dreigeschossiger Mansarddachbau, mit Eckturm, Erker und Neurenaissancegliederung, Anfang 20. Jahrhundert | D-2-61-000-502 | weitere Bilder |
| Seligenthaler Straße 21 (Standort)     | Wohnhaus                            | dreigeschossiger Eckbau, mit zwei geschmiedeten Balkongittern, um 1900 | D-2-61-000-504 | weitere Bilder |
| Seligenthaler Straße 23 (Standort)     | Wohnhaus                            | dreigeschossiger Walmdachbau, um 1900 | D-2-61-000-505 | weitere Bilder |
| Seligenthaler Straße 29 (Standort)     | Mietshaus                           | dreigeschossiger Satteldachbau mit Zwerchhaus, historisierend, Anfang 20. Jahrhundert | D-2-61-000-506 | weitere Bilder |
| Seligenthaler Straße 29 a (Standort)   | Mietshaus                           | dreigeschossig, mit rundbogig abschließendem Ziergiebel, sparsamer Jugendstildekor, bez. 1906 | D-2-61-000-507 | weitere Bilder |
| Seligenthaler Straße 36, 38 (Standort) | Doppelwohnhaus                      | zweigeschossig, mit neubarocken Ziergiebeln und polygonalen Eckerkern, um 1900 | D-2-61-000-508 | weitere Bilder |
| Seligenthaler Straße 40 (Standort)     | Ehem. Papierwerk Landshut           | Fabrikationsgebäude, geprägt vom Bauhaus, um 1925 | D-2-61-000-509 | weitere Bilder |
| Seligenthaler Straße 56 (Standort)     | Wohnhaus                            | viergeschossiger Bau mit Jugendstildekor und zwei Flacherkern, 1904 | D-2-61-000-510 | weitere Bilder |
| Seligenthaler Straße 58 (Standort)     | Mietshaus                           | viergeschossig, mit Erker auf Balustersäule fußend, Anfang 20. Jahrhundert | D-2-61-000-511 | weitere Bilder |
| Stethaimerstraße 29 (Standort)         | Ehemaliger städtischer Schlachthof  | 1905; ehem. Verwaltungsbau, zweigeschossiger Mansarddachbau mit Jugendstilelementen, bauzeitliche Ausstattung des Direktorenzimmers; Turm, mehrgeschossiger Baukörper mit steilem Walmdach; Ehem. Durchfahrts- und Beladehalle, zweigeschossige Halle mit segmentbogenförmigem Dach über ebensolchen Holzfachwerkbindern, konstruktive Elemente der Wände und turmartige Fassadenpfeiler in Sicht-, z. T. Ziermauerwerk, mit Putzfeldern, beide Giebel verglast, Südgiebel bezeichnet mit „Städtischer Schlachthof“. | D-2-61-000-526 | weitere Bilder |

### W
| Lage                      | Objekt                                                   | Beschreibung | Akten-Nr.      | Bild           |
| ------------------------- | -------------------------------------------------------- | --- | -------------- | -------------- |
| Wagnergasse 3 (Standort)  | Ehemaliges Bürgerhaus, später Wohn- und Geschäftsgebäude | zweigeschossiger traufständiger Satteldachbau, im Obergeschoss Blockbau um 1420/30 (dendrochronologisch datiert), Dachwerk um 1646 (dendrochronologisch datiert) wohl mit älterem Bestand, Umbauten im 18./19. Jh., Erdgeschoss später verändert | D-2-61-000-802 | BW             |
| Wagnergasse 9 (Standort)  | Gasthaus zum Kochwirt                                    | Haupttrakt dreigeschossig mit Satteldach und Zinnengiebel, Anbau zweigeschossig mit Walmdach, um 1900, im Kern älter | D-2-61-000-535 | weitere Bilder |
| Wagnergasse 13 (Standort) | Wohnhaus                                                 | dreigeschossiger Walmdachbau mit neubarockem Giebel, um 1900 | D-2-61-000-536 | weitere Bilder |

## Ehemalige Baudenkmäler
Aufgeführt werden Bauten, die früher einmal unter Denkmalschutz standen, in den aktuellen Listen aber nicht mehr auftauchen.
| Lage              | Objekt   | Beschreibung | Bemerkungen | Bild |
| ----------------- | -------- | --- | ----------- | ---- |
| Feuerbachstraße 3 | Hakenhof | gehörte zu den „Nikolaer Schwaigen“, zweigeschossig, Wohnteil mit verputztem Blockbau im Obergeschoss, Greddach, profilierten Balkenköpfen und Traufschrot mit gesägtem Geländer, um 1800, Wirtschaftsteil neuzeitlich verändert. D-2-61-000-617 |             |      |

## Abgegangene Baudenkmäler
In diesem Abschnitt sind Objekte aufgeführt, die früher einmal in der Denkmalliste eingetragen waren, jetzt aber nicht mehr existieren, z. B. weil sie abgebrochen wurden. Aktennummern in diesem Abschnitt sind ehemalige, jetzt nicht mehr gültige Aktennummern.

| Lage                     | Objekt                    | Beschreibung | Akten-Nr.      | Bild                      |
| ------------------------ | ------------------------- | --- | -------------- | ------------------------- |
| Wagnergasse 2 (Standort) | Ehemaliges Handwerkerhaus | erdgeschossig, Renaissancegiebel mit Giebelzinnen, 16./17. Jahrhundert, im Innern wohl im 19. Jahrhundert verändert; abgebrochen im Januar 2024 | D-2-61-000-532 | weitere Bilder            |
| Wagnergasse 4 (Standort) | Ehemaliges Handwerkerhaus | zweigeschossiger Satteldachbau, mit Giebelzinnen in Renaissanceformen, 19. Jahrhundert, im Kern wohl älter; wegen Baufälligkeit abgebrochen     | D-2-61-000-533 | Ehemaliges Handwerkerhaus |
| Wagnergasse 6 (Standort) | Ehemaliges Handwerkerhaus | zweigeschossiger, giebelständiger Satteldachbau, im Kern noch 17./18. Jahrhundert; abgebrochen                                                  | D-2-61-000-534 | weitere Bilder            |